# 雷彭施泰特
雷彭施泰特是德国下萨克森州的一个市镇。总面积14.78平方公里，总人口7212人，其中男性3464人，女性3748人（2011年12月31日），人口密度488人/平方公里。